# Johannes Gerhardus Strijdom

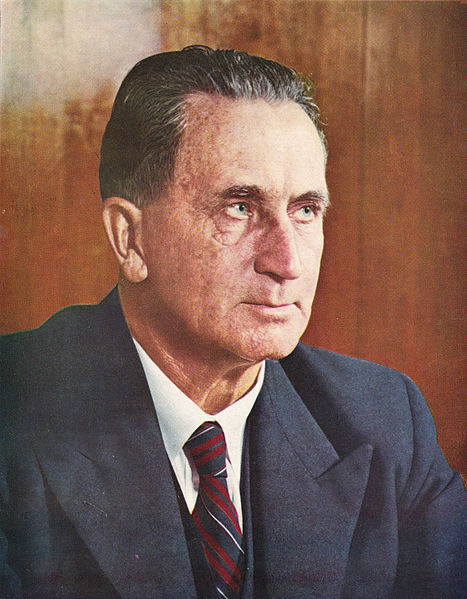
Johannes Gerhardus Strijdom (1958)

Johannes Gerhardus Strijdom (* 15. Juli 1893 in Willowmore; † 24. August 1958 in Kapstadt) war Politiker der Nasionale Party (NP) und Premierminister der Südafrikanischen Union vom 30. November 1954 bis zum 24. August 1958.

## Leben
Strijdom wurde auf der Farm seiner Eltern in der Kapkolonie geboren.

### Frühe politische Ämter
Sein Studium zum Juristen schloss er am Victoria College in Stellenbosch ab und war in den 1920er Jahren Rechtsanwalt in Nylstroom. In dieser Zeit entwickelte sich sein politisches Engagement und er betätigte sich als NP-Sekretär seines Heimatdistrikts. Bei den Wahlen im Jahre 1929 erlangte er einen Parlamentssitz für den Wahlkreis Waterberg. In den 1930er Jahren übernahm er die Führung des NP-Provinzverbandes in Transvaal, dessen Strukturen er grundhaft reformierte. Sein energisches Wirken brachte ihm den Beinamen Lion of the North (deutsch: „Löwe des Nordens“) ein. Im Jahre 1934 verweigerte er sich als einziger der führenden NP-Mitglieder in Transvaal dem Zusammengehen seiner Partei mit der South African Party von Jan Christiaan Smuts in einer parteiübergreifenden Koalition unter Führung der United Party und Premierminister Barry Hertzog.

### Kabinettsmitglied
Im ersten Kabinett der burischen Nationalisten nach der Parlamentswahl von 1948 wurde er vom damaligen Premierminister Malan zum Minister für Landfragen und Bewässerung (Minister of Lands and of Irrigation) ernannt.

### Wirken als Premierminister
Am 30. November 1954 wurde er Vorsitzender der Nasionale Party und zugleich Premierminister in der Südafrikanischen Union. Die extremen politischen Ansichten Strijdoms äußerten sich dadurch, dass er „Nicht-Weiße“ von den Wählerlisten streichen ließ und im Treason Trial Anklagen gegen 156 Aktivisten durchsetzte, die an der Verabschiedung der Freiheitscharta auf dem Congress of the People im Jahre 1955 teilgenommen hatten.
Im August 1956 sah sich seine Regierung dem Protestmarsch von 20.000 Frauen in Pretoria gegenüber, der sich gegen die Passgesetze (Native Urban Areas Act) bzw. die beabsichtigten Änderungen im Group Areas Act (Native Urban Areas Amendment Act No 77 of 1957) richtete.
Seine Regierung beendete 1956 die konsularischen Beziehungen mit der damaligen Sowjetunion. In einer Note des südafrikanischen Außenministers an den sowjetischen Generalkonsul in Pretoria wurde der Entschluss der Regierung zur Beendigung des konsularischen Verhältnisses beider Länder mit Wirkung zum 1. März 1956 übermittelt. Die diplomatischen Kontakte, Handelsbeziehungen und andere Angelegenheiten wurden künftig über den sowjetischen Geschäftsträger in London auf der Ebene der High Commission geführt.
Sein vehementes Eintreten für eine vom Commonwealth of Nations unabhängige Republik Südafrika brachte ihm den weiteren Spitznamen The Lion of the Waterberg (deutsch: „Der Löwe vom Waterberg“) ein.
Johannes Gerhardus Strijdom starb während seiner Regierungszeit. Sein Grab befindet sich auf dem Heroes’ Acre (afrikaans: Die Helde Akker) im Church Street Cemetery von Pretoria.

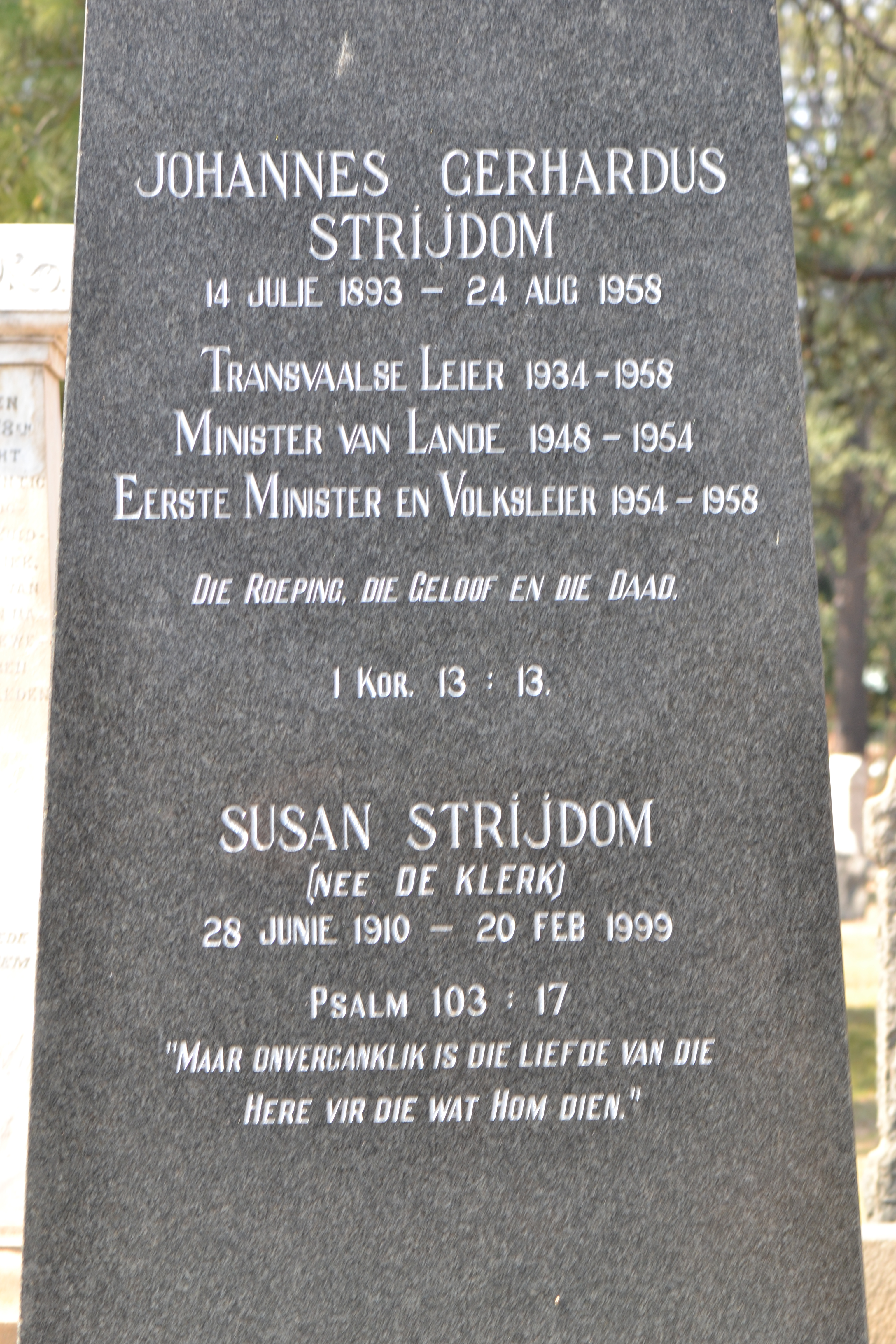
Grabstätte von Johannes Gerhardus Strijdom und seiner Ehefrau Susan Strijdom

### Privatleben
Strijdom war kurz mit der Schauspielerin Marda Vanne verheiratet; die Ehe wurde 1924 nach weniger als einem Jahr geschieden. Da eine Scheidung unter konservativen Buren zur damaligen Zeit ein ernstzunehmendes Stigma bedeutete, wurde später kaum darüber berichtet. 1931 heiratete er Susan de Klerk, eine Schwester des Politikers Jan de Klerk, der zu den Vordenkern des rechten Flügels der Nasionale Party gehörte und 1954 Arbeitsminister in der Regierung seines Schwagers wurde. Mit ihr hatte Strijdom zwei Kinder. Ihr Neffe war der letzte weiße Staatspräsident Südafrikas, Frederik Willem de Klerk.

## Ehrungen
- Sein Haus in Nylstroom (heutiges Modimolle) wurde zu einem Museum umgestaltet.[4]
- Der Flughafen von Windhoek, auf der Farm Ondekaremba, wurde 1964 als J.G. Strijdom International Airport (seit 1998 Hosea Kutako International Airport) nach ihm benannt und 1965 eröffnet[6]: einzelnen Quellen nach soll auch der Flughafen Eros seinen Namen getragen haben.
- Strijdom Square, ein Platz in Pretoria, mit einer Statue von Johannes Strijdom.[7][8]
- Hans Strijdom Dam, heute der Mokolo-Stausee am Mokolo in der Provinz Limpopo.[9][10]
- J.G. Strijdom Tunnel, ein 132,3 Meter langer Straßentunnel am Abel-Erasmus-Pass in den Strydpoort-Bergen, eröffnet am 8. Mai 1959.[11]
- Straßenbezeichnungen, wie Hans Strijdom Street in südafrikanischen Städten, beispielsweise Centurion (Lyttelton Manor), Vanderbijlpark sowie die Hans Strijdom Avenue Lane in Kapstadt (City Centre) oder die Straßenkreuzung Hans Strijdom Interchange in Pretoria.